# ベストセラー
ベストセラー（bestseller）とは、よく売れた商品のこと。特に書籍について言うことが多い。本項では累積的な書籍のベストセラーについて詳述する。なお、出版業界では一定期間において特定の書店でよく売れた本のことをいうが、書店ごとに客筋は異なることから、全国出版協会では大手の出版取次業者の発表するベストセラーが平均的なものとしている。

## 概説
ベストセラーとは、特に売れた商品のことであり、特に本について言うことが多いが、それ以外にも音楽CD、ビデオ、メディアコンテンツ類に使われることも多い。またそれ以外の商品にも「ベストセラー商品」などと使われる場合がある。
本項では書籍のベストセラーについて詳述する。 

### 書籍
書籍のベストセラーとは、特に突出して売れている本のことである。他の本との相対的な比較の話である。何冊以上とか何か月以内とか、絶対的な基準で決めているわけではない。分野によってベストセラーの基準は異なり、市場規模と連動してその線引きは異なっている。例えば児童書の場合は、2万部でベストセラーとされることがある。児童書はそれだけ概して販売数が小さいのである。
100万以上の売り上げを指す「ミリオンセラー」とは異なる。

### 聖書
人類史上の最大のベストセラー、過去数千年にわたって読み継がれてきた世界的なベストセラーは聖書である。1815年 - 1998年の間だけで推定約3880億冊発行されている。2000年の1年間だけでも世界中の聖書協会によって約6億3300万冊が発行された（国際聖書協会の発表）。その聖書の中でも、特にキリスト教で「旧約聖書」と呼んでいる部分は、ユダヤ教、キリスト教、イスラム教のどれもが共通して採用している書物であり、人類の半数以上が読んでいて、人類の思想に大きな影響を与えている書物である。

## 世界

### 単一書籍でのベストセラー
| 書名                          | 発表年        | 著者                   | 原語         | 部数（冊数） | 原題                     |
| ----------------------------- | ------------- | ---------------------- | ------------ | ------------ | ------------------------ |
| 二都物語                      | 1859年        | チャールズ・ディケンズ | 英語         | 2億部        | A Tale of Two Cities     |
| 指輪物語                      | 1954-1955     | J・R・R・トールキン    | 英語         | 1億5000万部  | The Lord of the Rings    |
| 紅楼夢                        | 1759年-1791年 | 曹雪芹                 | 中国語       | 1億部        | 紅樓夢/红楼梦            |
| ホビットの冒険                | 1937年        | J・R・R・トールキン    | 英語         | 1億部        | The Hobbit               |
| そして誰もいなくなった        | 1939年        | アガサ・クリスティ     | 英語         | 1億部        | And Then There Were None |
| アルケミスト - 夢を旅した少年 | 1988年        | パウロ・コエーリョ     | ポルトガル語 | 1億部        | O Alquimista             |

| 書名                         | 発表年 | 著者                                 | 原語       | 部数（冊数） | 原題                                                                  |
| ---------------------------- | ------ | ------------------------------------ | ---------- | ------------ | --------------------------------------------------------------------- |
| ライオンと魔女               | 1950年 | C・S・ルイス                         | 英語       | 8500万部     | The Lion, the Witch and the Wardrobe                                  |
| 洞窟の女王                   | 1887年 | ヘンリー・ライダー・ハガード         | 英語       | 8300万部     | She: A History of Adventure                                           |
| 星の王子さま                 | 1943年 | アントワーヌ・ド・サン＝テグジュペリ | フランス語 | 8000万部     | Le Petit Prince                                                       |
| ダ・ヴィンチ・コード         | 2003   | ダン・ブラウン                       | 英語       | 8000万部     | The Da Vinci Code                                                     |
| 思考は現実化する             | 1937   | ナポレオン・ヒル                     | 英語       | 7000万部     | Think and Grow Rich                                                   |
| ステップス・トゥ・クライスト | 1892年 | エレン・G・ホワイト                  | 英語       | 6000万部     | Steps to Christ                                                       |
| ライ麦畑でつかまえて         | 1951   | J・D・サリンジャー                   | 英語       | 6000万部     | The Catcher in the Rye                                                |
| 黒馬物語                     | 1877   | アンナ・シュウエル                   | 英語       | 5000万部     | Black Beauty: His Grooms and Companions: The autobiography of a horse |
| ハイジの修業時代と遍歴時代   | 1880   | ヨハンナ・シュピリ                   | ドイツ語   | 5000万部     | Heidis Lehr- und Wanderjahre                                          |
| 赤毛のアン                   | 1908   | L・M・モンゴメリ                     | 英語       | 5000万部     | Anne of Green Gables                                                  |
| スポック博士の育児書         | 1946   | ベンジャミン・スポック               | 英語       | 5000万部     | The Common Sense Book of Baby and Child Care                          |
| ロリータ                     | 1955   | ウラジーミル・ナボコフ               | 英語       | 5000万部     | Lolita                                                                |
| 薔薇の名前                   | 1980   | ウンベルト・エーコ                   | イタリア語 | 5500万部     | Il Nome della Rosa                                                    |

これ以降のリストもある。詳細はベストセラー本の一覧で解説する。

### 主なベストセラー作家
世界規模で集計したベストセラーは特筆に値し、重要なので、ここでそのトップ10を紹介する。
| 作家                        | 推定売上部数（最低） | 推定売上部数（最高） | 原語       | ジャンル・タイトル                                 | 出版数 | 国籍     |
| --------------------------- | -------------------- | -------------------- | ---------- | -------------------------------------------------- | ------ | -------- |
| ウィリアム・シェイクスピア  | 20億部               | 40億部               | 英語       | 戯曲 と 詩                                         |        | イギリス |
| アガサ・クリスティ          | 20億部               | 40億部               | 英語       | 推理、『ミス・マープル』、『エルキュール・ポアロ』 | 85     | イギリス |
| バーバラ・カートランド (en) | 5億部                | 10億部               | 英語       | 恋愛                                               | 723    | イギリス |
| ハロルド・ロビンズ (en)     | 7億5000万部          | 7億5000万部          | 英語       | 冒険                                               | 23     | アメリカ |
| ジョルジュ・シムノン        | 5億部                | 7億部                | フランス語 | 推理、『ジュール・メグレ』                         | 570    | ベルギー |
| イーニッド・ブライトン      | 3億部                | 6億部                | 英語       | 児童文学、『ノディ』                               | 800    | イギリス |
| ダニエル・スティール        | 5億6000万部部        | 5億7000万部          | 英語       | 恋愛                                               | 72     | アメリカ |
| ドクター・スース (en)       | 1億部                | 5億部                | 英語       | 児童文学                                           | 44     | アメリカ |
| ギルバート・パッテン (en)   | 1億2500万部          | 5億部                | 英語       | 冒険                                               | 209    | アメリカ |
| レフ・トルストイ            |                      | 4億1300万部          | ロシア語   |                                                    |        | ロシア   |

これ以降のリストもある。詳細はベストセラー作家の一覧で解説する。

## 日本

### 単行本（辞典、事典、学習・受験参考書を除く）
| 作品                         | 著者                                              | 発売年度 | 出版社                             | 発行部数 | 備考                                                         |
| ---------------------------- | ------------------------------------------------- | -------- | ---------------------------------- | -------- | ------------------------------------------------------------ |
| 家庭における実際的看護の秘訣 | 築田多吉                                          | 1925年   | 研数広文館→ 三樹園社・築田多吉商店 | 1000万部 |                                                              |
| ノルウェイの森（上・下）     | 村上春樹                                          | 1987年   | 講談社                             | 1000万部 |                                                              |
| 窓ぎわのトットちゃん         | 黒柳徹子                                          | 1981年   | 講談社                             | 800万部  | 左記は国内累計発行部数であり、全世界累計発行部数は2371万部。 |
| 星の王子さま                 | アントワーヌ・ド・サン＝テグジュペリ 内藤濯（訳） | 1953年   | 岩波書店                           | 600万部  |                                                              |
| ハリー・ポッターと賢者の石   | J・K・ローリング 松岡佑子（訳）                   | 1999年   | 静山社                             | 506万部  |                                                              |
| 五体不満足                   | 乙武洋匡                                          | 1998年   | 講談社                             | 477万部  | 文庫本等を含めると550万部以上                                |
| 道をひらく                   | 松下幸之助                                        | 1968年   | PHP研究所                          | 450万部  |                                                              |
| 家庭の医学                   | 小林太刀夫（監修）                                | 1949年   | 時事通信社                         | 435万部  |                                                              |
| ハリー・ポッターと秘密の部屋 | J・K・ローリング 松岡佑子（訳）                   | 2000年   | 静山社                             | 433万部  |                                                              |
| 人を動かす                   | デール・カーネギー 山口博（訳）                   | 1958年   | 創元社                             | 430万部  |                                                              |

### 辞典、事典、学習・受験参考書
| 作品             | 著者             | 発売年度 | 出版社     | 発行部数 |
| ---------------- | ---------------- | -------- | ---------- | -------- |
| 新明解国語辞典   | 山田忠雄（編）   | 1972年   | 三省堂     | 2040万部 |
| 英語基本単語集   | 赤尾好夫         | 1942年   | 旺文社     | 1720万部 |
| 試験にでる英単語 | 森一郎           | 1967年   | 青春出版社 | 1488万部 |
| 新英和中辞典     | 竹林滋（編）     | 1967年   | 研究社     | 1200万部 |
| 広辞苑           | 新村出（編）     | 1955年   | 岩波書店   | 1177万部 |
| 旺文社古語辞典   | 松村明（編）     | 1960年   | 旺文社     | 1100万部 |
| 三省堂国語辞典   | 見坊豪紀（編）   | 1960年   | 三省堂     | 1000万部 |
| 試験にでる英熟語 | 森一郎           | 1974年   | 青春出版社 | 980万部  |
| 英文標準問題精講 | 原仙作           | 1933年   | 旺文社     | 950万部  |
| 岩波国語辞典     | 西尾実（編）     | 1963年   | 岩波書店   | 880万部  |
| 新選国語辞典     | 金田一京助（編） | 1959年   | 小学館     | 860万部  |

### シリーズ作品（漫画除く）
- 作品によっては文庫本の売り上げが含まれる。署名等で明示されないシリーズ（金田一耕助シリーズなど）は除く。

| 作品                       | 著者         | 第1巻発売 | 出版社           | 発行部数 | 備考               |
| -------------------------- | ------------ | --------- | ---------------- | -------- | ------------------ |
| アンパンマン               | やなせたかし | 1970年    | フレーベル館     | 8100万部 |                    |
| 六星占術によるあなたの運命 | 細木数子     | 1987年    | KKベストセラーズ | 7000万部 |                    |
| かいけつゾロリ             | 原ゆたか     | 1987年    | ポプラ社         | 3500万部 |                    |
| ノンタン                   | キヨノサチコ | 1976年    | 偕成社           | 3360万部 |                    |
| グイン・サーガ             | 栗本薫       | 1979年    | 早川書房         | 3300万部 |                    |
| 徳川家康                   | 山岡荘八     | 1950年    | 講談社           | 3000万部 |                    |
| できるシリーズ             |              | 1994年    | インプレス       | 3000万部 |                    |
| 三毛猫ホームズ             | 赤川次郎     | 1978年    | 光文社           | 2600万部 |                    |
| 超図解シリーズ             |              | 1996年    | エクスメディア   | 2500万部 |                    |
| 鬼平犯科帳                 | 池波正太郎   | 1968年    | 文藝春秋         | 2440万部 | 文庫本のみの部数。 |

### 漫画
- 日本国内での累計発行部数が1億部を突破した漫画作品。

| 作品                         | 著者                                                           | 連載開始 | 出版社   | 発行部数                  |
| ---------------------------- | -------------------------------------------------------------- | -------- | -------- | ------------------------- |
| ONE PIECE                    | 尾田栄一郎                                                     | 1997年   | 集英社   | 4億1000万部               |
| ゴルゴ13                     | さいとう・たかを                                               | 1968年   | リイド社 | 3億部                     |
| ドラゴンボール               | 鳥山明                                                         | 1985年   | 集英社   | 1億6000万部               |
| こちら葛飾区亀有公園前派出所 | 秋本治                                                         | 1976年   | 集英社   | 1億5650万部               |
| NARUTO -ナルト-              | 岸本斉史                                                       | 1999年   | 集英社   | 1億5300万部               |
| 鬼滅の刃                     | 吾峠呼世晴                                                     | 2016年   | 集英社   | 1億5000万部（電子版込み） |
| 名探偵コナン                 | 青山剛昌                                                       | 1994年   | 小学館   | 1億4900万部               |
| 美味しんぼ                   | 雁屋哲（原作） 花咲アキラ（作画）                              | 1983年   | 小学館   | 1億3500万部               |
| SLAM DUNK                    | 井上雄彦                                                       | 1990年   | 集英社   | 1億2029万部（完全版込み） |
| 鉄腕アトム                   | 手塚治虫                                                       | 1952年   | 光文社   | 1億部                     |
| ドラえもん                   | 藤子・F・不二雄                                                | 1969年   | 小学館   | 1億部                     |
| タッチ                       | あだち充                                                       | 1981年   | 小学館   | 1億部（文庫版込み）       |
| ジョジョの奇妙な冒険         | 荒木飛呂彦                                                     | 1987年   | 集英社   | 1億部                     |
| 金田一少年の事件簿           | 天城征丸（原案・原作） 金成陽三郎（原作） さとうふみや（作画） | 1992年   | 講談社   | 1億部                     |
| はじめの一歩                 | 森川ジョージ                                                   | 1989年   | 講談社   | 1億部                     |
| キングダム                   | 原泰久                                                         | 2006年   | 集英社   | 1億部（電子版込み）       |
| 刃牙シリーズ                 | 板垣恵介                                                       | 1991年   | 秋田書店 | 1億部                     |
| 呪術廻戦                     | 芥見下々                                                       | 2018年   | 集英社   | 1億部                     |

### 新潮文庫（2020年4月現在）
累計発行部数ランキング
| 順位 | 作品               | 著者                                      | 刊行 （新潮文庫） | 発行部数  |
| ---- | ------------------ | ----------------------------------------- | ----------------- | --------- |
| 1位  | こころ             | 夏目漱石                                  | 1952年            | 750万部   |
| 2位  | 人間失格           | 太宰治                                    | 1952年            | 713万部   |
| 3位  | 老人と海           | アーネスト・ヘミングウェイ 福田恆存（訳） | 1966年            | 499万部   |
| 4位  | 坊っちゃん         | 夏目漱石                                  | 1950年            | 438万部   |
| 5位  | 異邦人             | アルベール・カミュ 窪田啓作（訳）         | 1963年\|          | 422.2万部 |
| 6位  | 友情               | 武者小路実篤                              | 1947年            | 413.2万部 |
| 7位  | 雪国               | 川端康成                                  | 1947年            | 393.9万部 |
| 8位  | 斜陽               | 太宰治                                    | 1950年            | 379.3万部 |
| 9位  | 破戒               | 島崎藤村                                  | 1954年            | 379.1万部 |
| 10位 | 悲しみよこんにちは | フランソワーズ・サガン 朝吹登水子（訳）   | 1955年            | 375万部   |

- 出典：[82]

### 岩波文庫（2012年12月現在）
累計発行部数ランキング
| 順位 | 作品                       | 著者                                                                    | 発行部数  |
| ---- | -------------------------- | ----------------------------------------------------------------------- | --------- |
| 1位  | ソクラテスの弁明・クリトン | プラトン 久保勉（訳）                                                   | 162.8万部 |
| 2位  | 坊っちゃん                 | 夏目漱石                                                                | 139.0万部 |
| 2位  | エミール（上）             | ジャン・ジャック・ルソー 今野一雄（訳）                                 | 139.0万部 |
| 4位  | 論語                       | 孔子 金谷治（訳）                                                       | 131.4万部 |
| 5位  | こころ                     | 夏目漱石                                                                | 130.0万部 |
| 6位  | 銀の匙                     | 中勘助                                                                  | 128.1万部 |
| 7位  | 共産党宣言                 | カール・マルクス フリードリヒ・エンゲルス 大内兵衛（訳） 向坂逸郎（訳） | 127.1万部 |
| 8位  | 善の研究                   | 西田幾多郎                                                              | 121.4万部 |
| 9位  | 歎異抄                     | 唯円 金子大栄（校注）                                                   | 120.0万部 |
| 10位 | 古事記                     | 稗田阿礼 太安万侶 倉野憲司（校注）                                      | 119.9万部 |

- 出典：編集部だより 岩波文庫編集部 - 文庫豆知識

### 他
ベストセラーを発表している取次ぎ店
- トーハン - 「週間」「上半期」「年間」の時期別に、「総合」「単行本（文芸／ノンフィクション他／ビジネス／ゲーム関連書）」「新書（ノベルス／ノンフィクション）」「全集」の4部門8分野にわたって発表している。
- 日本出版販売 - 「週間総合ランキング」を発表している。

ベストセラーを発表している各書店
- Amazon.com（Amazon.co.jp） - 各分野100位まで
- 紀伊國屋書店 - 各分野最大30位まで
- 丸善&ジュンク堂書店 - 各分野最大30点まで
- 文教堂 - 各分野50位まで
- 八重洲ブックセンター - 各分野最大20位まで

## ロングセラー
ロングセラー（ロングヒット）とは「長期間にわたって売れ続ける商品のこと」を言う。
書籍の場合は「長期間に渡って売れ続けている本」となるが、ロングセラーの基準は曖昧で以前は数年単位で売れる書籍を指したが、新刊に販売の比重が移ったことから半年程度売れ続ければロングセラーと呼ばれるようになっている。ベストセラーとして世に出ても、ロングセラーになるとは限らないし、逆に、ベストセラーとして世に出なくてもロングセラーとして販売され続けることもある。そのため、当初は売り上げが乏しくても、その後の話題性（口コミ含む）などにより長期間売れ続ける場合もある。
長期間売れる書籍の典型は名作文学や絵本、偉人の人生訓などである。